# Temple protestant de Bayonne
Le temple protestant de Bayonne est un édifice religieux construit en 1847 et situé 1 rue du temple à Bayonne, au Pays basque. La paroisse est membre de l'Église protestante unie de France.

## Histoire

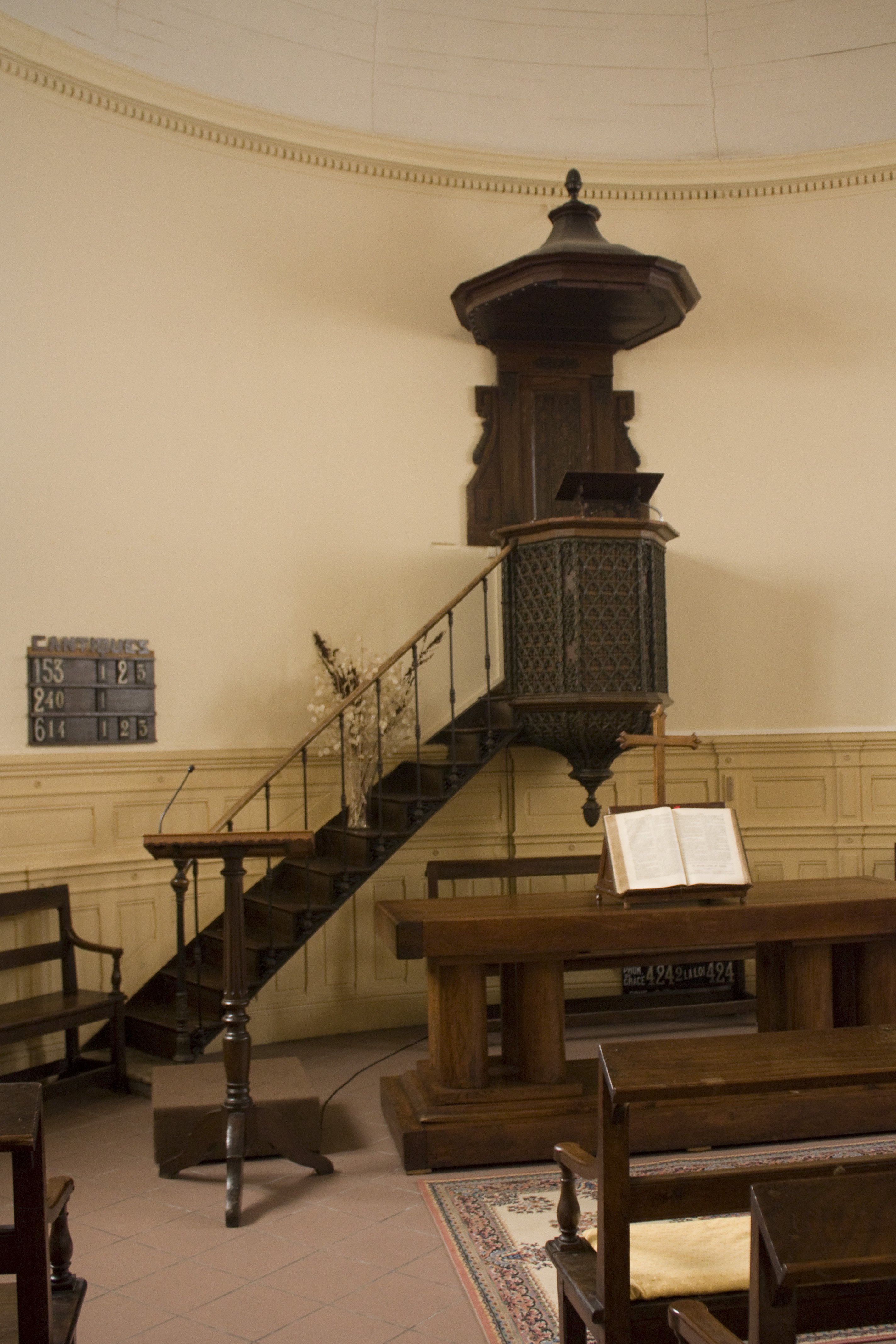
Chaire en bois, enchâssée dans une cuve en fonte, et tableau des cantiques

En 1821, le pasteur suisse Henri Pyt, marqué le Réveil protestant francophone, s'installe à Bayonne. Il reconstitue une communauté protestante. Il travaille à la diffusion du Nouveau Testament en langue basque mais se heurte à l’hostilité du clergé catholique qui fait brûler tous les exemplaires qui lui parviennent. De nombreux Espagnols résident à Bayonne, et Pyt se préoccupe également d'évangéliser cette communauté et l’Espagne voisine,.
Le temple est inauguré le 20 juin 1847. L'édifice est de style néo-classique, selon les plans de l'architecte bayonnais Boulanger. Il est bâti à l'emplacement des anciennes fortifications. Le portail est orné de la sculpture en bas-relief d'une Bible ouverte. En 1859, par décision préfectorale est autorisé l'ouverture d'une école rue port de Castets, puis en 1865, rue Montaut tout près de la cathédrale Sainte-Marie de Bayonne.
La communauté est membre de l’Église protestante unie de la côte basque et des Landes, qui gère également les temples de Biarritz, inauguré en 1884 et de Soorts-Hossegor, dans les Landes,,. Depuis 2020, la pasteure est Leila Hamrat, qui a exercé auparavant à Paris (Montparnasse-Plaisance, Batignolles), Londres (Soho), aux Pays-Bas (Église wallonne d'Utrecht) et en Suisse (Bex, La Tour-de-Peilz),.